# Temporada 1984-85 de los Indiana Pacers
La temporada 1984-85 fue la novena de los Indiana Pacers en la NBA, tras la fusión de la liga con la ABA, donde había jugado nueve temporadas más. La temporada regular acabó con 22 victorias y 60 derrotas, ocupando el undécimo y último puesto de la conferencia Este, no logrando clasificarse para los playoffs.

## Elecciones en elDraft
| Ronda | Puesto | Jugador       | Posición  | Nacionalidad   | Universidad |
| ----- | ------ | ------------- | --------- | -------------- | ----------- |
| 1     | 18     | Vern Fleming  | Base      | Estados Unidos | Georgia     |
| 2     | 25     | Devin Durrant | Alero     | Estados Unidos | BYU         |
| 2     | 29     | Stuart Gray   | Pívot     | Estados Unidos | UCLA        |
| 4     | 71     | Ralph Jackson | Base      | Estados Unidos | UCLA        |
| 7     | 140    | Kenton Edelin | Alero     | Estados Unidos | Virginia    |
| 9     | 185    | Brian Martin  | Ala-Pívot | Estados Unidos | Kansas      |

## Temporada regular
| División Central      | División Central | División Central | División Central | División Central | División Central | División Central | División Central | División Central |
| Equipo                | G                | P                | %                | PD               | Casa             | Fuera            | Div              |                  |
| --------------------- | ---------------- | ---------------- | ---------------- | ---------------- | ---------------- | ---------------- | ---------------- | ---------------- |
| y-Milwaukee Bucks     | 59               | 23               | .720             | –                | 36–5             | 23–18            | 20–10            |                  |
| x-Detroit Pistons     | 46               | 36               | .561             | 13               | 26–15            | 20–21            | 21–8             |                  |
| x-Chicago Bulls       | 38               | 44               | .463             | 21               | 26–15            | 12–29            | 13–17            |                  |
| x-Cleveland Cavaliers | 36               | 46               | .439             | 23               | 20–21            | 16–25            | 13–16            |                  |
| Atlanta Hawks         | 34               | 48               | .415             | 25               | 19–22            | 15–26            | 15–15            |                  |
| Indiana Pacers        | 22               | 60               | .268             | 37               | 16–25            | 6–35             | 7–23             |                  |

## Estadísticas
| Rk | Jugador           | Edad | P  | PT | MP   | TC  | TCI  | %TC  | T3  | T3I | %T3  | TL  | TLI | %TL  | RO  | RD  | RT  | AS  | RB  | TAP | BP  | FP  | PTS  |
| -- | ----------------- | ---- | -- | -- | ---- | --- | ---- | ---- | --- | --- | ---- | --- | --- | ---- | --- | --- | --- | --- | --- | --- | --- | --- | ---- |
| 1  | Herb Williams     | 26   | 75 | 70 | 34.1 | 7.7 | 16.1 | .475 | 0.0 | 0.1 | .111 | 3.0 | 4.5 | .657 | 2.1 | 6.4 | 8.5 | 3.4 | 0.7 | 1.8 | 3.5 | 2.9 | 18.3 |
| 2  | Clark Kellogg     | 23   | 77 | 65 | 31.8 | 7.3 | 14.4 | .505 | 0.1 | 0.2 | .500 | 3.9 | 5.1 | .760 | 2.9 | 6.5 | 9.4 | 3.2 | 1.1 | 0.3 | 3.0 | 3.2 | 18.6 |
| 3  | Vern Fleming      | 22   | 80 | 65 | 31.1 | 5.4 | 11.5 | .470 | 0.0 | 0.1 | .000 | 3.3 | 4.2 | .767 | 1.9 | 2.2 | 4.0 | 3.1 | 1.2 | 0.1 | 2.5 | 2.9 | 14.1 |
| 4  | Steve Stipanovich | 24   | 82 | 66 | 28.2 | 5.0 | 10.6 | .475 | 0.0 | 0.1 | .091 | 3.6 | 4.5 | .798 | 1.7 | 5.8 | 7.5 | 2.4 | 0.9 | 1.0 | 2.2 | 3.2 | 13.7 |
| 5  | Jerry Sichting    | 28   | 70 | 25 | 25.8 | 4.6 | 8.9  | .521 | 0.1 | 0.5 | .243 | 1.6 | 1.8 | .875 | 0.3 | 1.3 | 1.6 | 3.8 | 0.7 | 0.1 | 1.5 | 1.7 | 11.0 |
| 6  | Jim Thomas        | 24   | 80 | 52 | 25.7 | 4.3 | 9.1  | .478 | 0.1 | 0.5 | .190 | 2.3 | 2.9 | .782 | 0.9 | 2.3 | 3.3 | 2.9 | 1.0 | 0.1 | 1.6 | 2.4 | 11.1 |
| 7  | Tony Brown        | 24   | 82 | 26 | 19.3 | 2.6 | 5.7  | .460 | 0.0 | 0.1 | .000 | 1.4 | 2.1 | .678 | 1.8 | 1.7 | 3.5 | 1.9 | 0.7 | 0.1 | 1.4 | 2.6 | 6.6  |
| 8  | Bill Garnett      | 24   | 65 | 13 | 17.3 | 2.3 | 4.8  | .481 | 0.0 | 0.0 | .000 | 1.8 | 2.7 | .690 | 1.5 | 2.9 | 4.4 | 1.0 | 0.4 | 0.2 | 1.4 | 3.0 | 6.4  |
| 9  | Terence Stansbury | 23   | 74 | 14 | 17.3 | 2.8 | 6.2  | .459 | 0.1 | 0.3 | .160 | 1.4 | 1.7 | .810 | 0.5 | 1.0 | 1.5 | 1.7 | 0.6 | 0.2 | 1.1 | 2.8 | 7.1  |
| 10 | Kenton Edelin     | 22   | 10 | 1  | 14.3 | 0.4 | 1.3  | .308 | 0.0 | 0.0 |      | 0.3 | 0.8 | .375 | 0.8 | 1.8 | 2.6 | 1.0 | 0.5 | 0.4 | 0.3 | 3.9 | 1.1  |
| 11 | Devin Durrant     | 24   | 59 | 8  | 12.8 | 1.9 | 4.6  | .416 | 0.0 | 0.1 | .000 | 1.2 | 1.7 | .706 | 0.8 | 1.3 | 2.1 | 1.4 | 0.3 | 0.2 | 1.3 | 1.8 | 5.1  |
| 12 | Ralph Jackson     | 22   | 1  | 0  | 12.0 | 1.0 | 3.0  | .333 | 0.0 | 0.0 |      | 0.0 | 0.0 |      | 1.0 | 0.0 | 1.0 | 4.0 | 2.0 | 0.0 | 1.0 | 1.0 | 2.0  |
| 13 | Greg Kelser       | 27   | 10 | 0  | 11.4 | 2.1 | 5.3  | .396 | 0.0 | 0.1 | .000 | 2.0 | 2.8 | .714 | 0.6 | 1.3 | 1.9 | 1.3 | 0.7 | 0.0 | 1.2 | 1.6 | 6.2  |
| 14 | Granville Waiters | 24   | 62 | 5  | 11.3 | 1.4 | 3.1  | .447 | 0.0 | 0.0 | .000 | 0.5 | 0.8 | .580 | 0.9 | 1.8 | 2.7 | 0.5 | 0.3 | 0.7 | 0.9 | 1.7 | 3.2  |
| 15 | Stuart Gray       | 21   | 52 | 0  | 7.5  | 0.7 | 1.8  | .380 | 0.0 | 0.0 |      | 0.6 | 0.9 | .681 | 0.6 | 1.8 | 2.4 | 0.3 | 0.2 | 0.3 | 1.0 | 1.6 | 2.0  |